# Cephodapedon obscurum
Cephodapedon obscurum är en tvåvingeart som beskrevs av Willi Hennig 1969. Cephodapedon obscurum ingår i släktet Cephodapedon och familjen myllflugor. Inga underarter finns listade i Catalogue of Life.